# كهانة

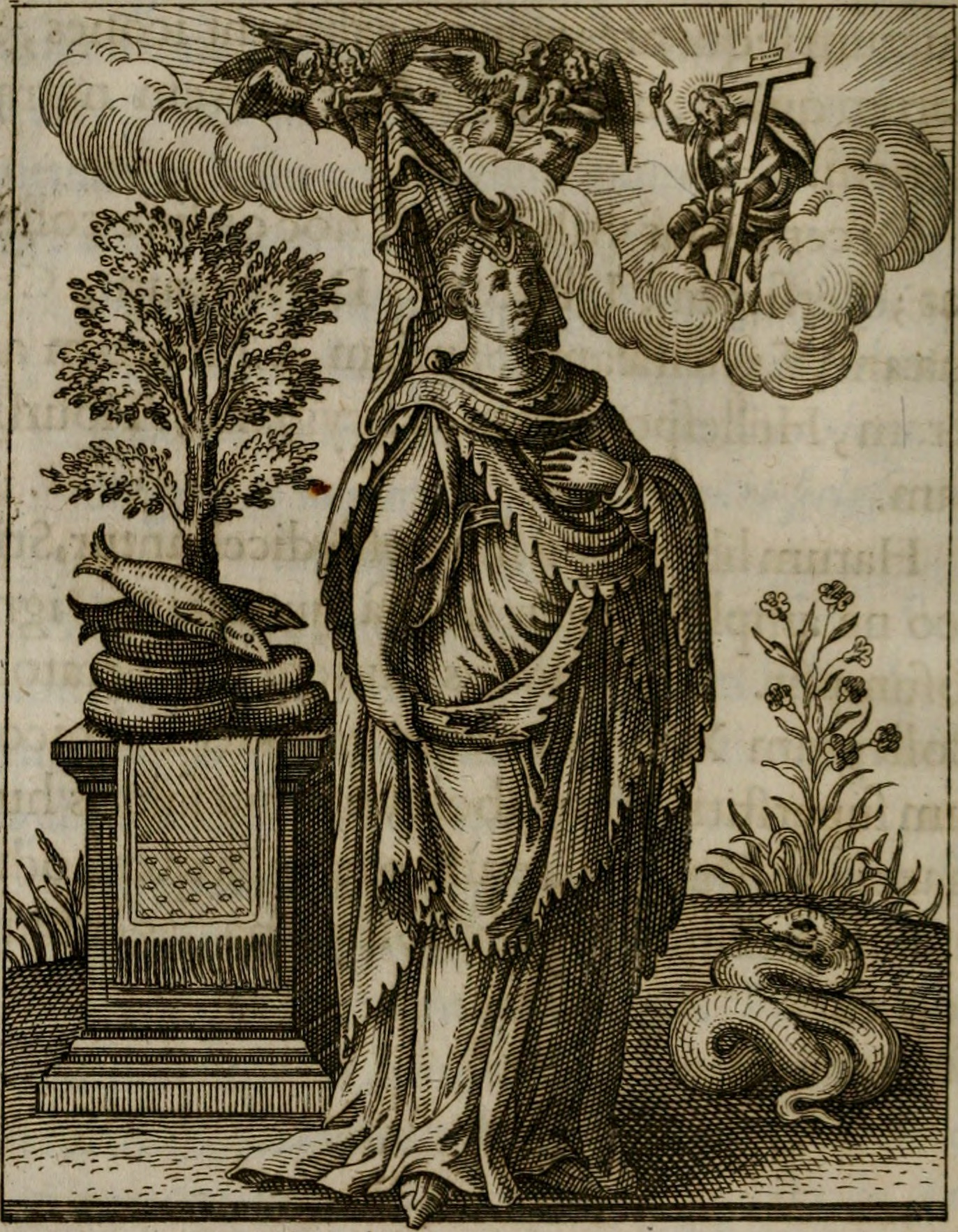
صورة عرافة أو كاهنة من القرون الوسطى

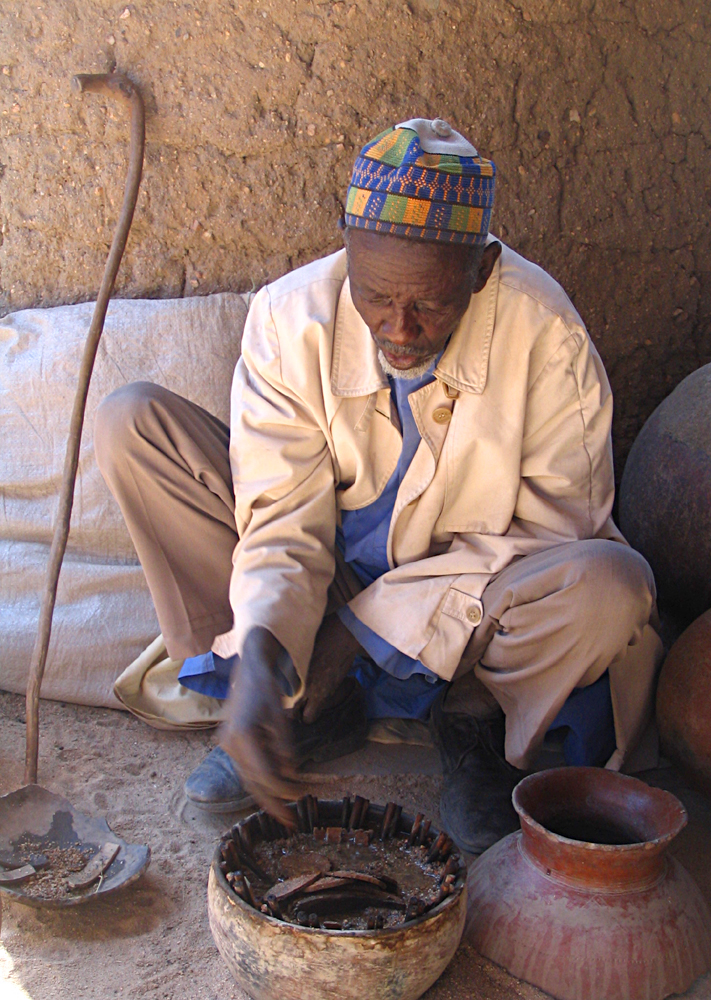
كاهن في رومسيكي، الكاميرون، يحاول أن يخبر الناس بمستقبلهم عن طريق تفسير التغييرات في موضع الكائنات المختلفة الناجمة عن سلطعون المياه العذبة من خلال النجام.

الكهانة هي محاولة للتبصر بالمستقبل من أجل معرفة سؤال أو موقف معين عن طريق عملية أو طقس شعائري تنجيمي موحد. لقد استخدمت الكهانة في أشكال مختلفة منذ آلاف السنين، حيث يؤكد الكهّان والعرافون تفسيراتهم لكيفية الإلهام ويجب عليهم مباشرة كلامهم عن طريق قراءة معنى العلامات أو الوقائع أو التكهنات أو من خلال تواصلهم المزعوم مع جهات خارقة للطبيعة.
ويمكن النظر إلى الكهانة على أنها وسيلة ممنهجة لتنظيم ما يبدو مفككًا أو أنها عبارة عن أوجه عشوائية من الوجود مثل التبصرة التي يقدمونها للمشكلة التي هي في متناول اليد. فإذا كان هناك تمييز بين الكهانة والعرافة، فيمكن القول إن الكهانة لها طابع رسمي أو طقوس شعائرية وفي كثير من الأحيان تكون على يد شخصية اجتماعية وعادة ما تكون في السياق الديني، مثلما هو ملحوظ في الطب التقليدي الإفريقي؛ بينما تتم ممارسة العرافة بصورة أكثر يومية لأغراض شخصية. وبصفة خاصة تختلف أساليب الكهانة باختلاف الثقافة والدين.
غالبًا ما كان يتم رفض التعامل مع المتشككين، بما في ذلك المجتمع العلمي، لأنها مجرد خرافة. ففي القرن الثاني، كرس لوقيان السميساطي (Lucian) مقالاً بارعًا عن مهنة الدجال، "ألكسندر النبي الكذاب"، الذي تدرب على يد "واحد من أولئك الذين يعلمون السحر والتعاويذ العجيبة لتوطيد أواصر العلاقات العاطفية وطلب العقاب الإلهي للأعداء والكشف عن الكنز المدفون وتوالي الممتلكات"، على الرغم من أن معظم الرومان كانوا يؤمنون بالأحلام والسحر. من ناحية أخرى، تعد الكهانة إثمًا في الإسلام وفي معظم الطوائف المسيحية واليهودية، على الرغم من عدم ظهور بعض الأساليب، وخاصة تفسير الأحلام في النصوص المقدسة. وهي تعتبر من العلوم الزائفة التي تؤثر على عقلية المجتمع، وكلما تقبل الناس فكرة ما ازدادت المعتقدات الراسخة في ثقافتهم، لذلك تصبح العلوم الزائفة أقوى كلما إزداد تصديقها.

## كتابات أخرى

### الأكاديمية
- D. Engels, Das römische Vorzeichenwesen (753-27 v.Chr.). Quellen, Terminologie, Kommentar, historische Entwicklung, Stuttgart 2007 (Franz Steiner-Verlag)
- E. E. Evans-Pritchard, Witchcraft, oracles, and magic among the Azande (1976)
- Toufic Fahd, La divination arabe; études religieuses, sociologiques et folkloriques sur le milieu natif d’Islam (1966)
- Philip K. Hitti. Makers of Arab History. Princeton, New Jersey. St. Martin’s Press. 1968. Pg 61.
- Michael Loewe and Carmen Blacke, eds. Oracles and divination (Shambhala/Random House, 1981) ISBN 0-87773-214-0
- W. Montgomery Watt. Muhammad: Prophet and Statesman. Edinburgh, Scotland. Oxford Press, 1961. Pgs 1-2.
- J. P. Vernant, Divination et rationalité (1974)
- David Zeitlyn and others on African Divination systems: [See]http://era.anthropology.ac.uk/Divination

## وصلات خارجية
- Ancient Astrology and Divination on the Web, resources on Greco-Roman and Mesopotamian divination
- Greek Divination: a study of its methods and principles, William Reginald Halliday, Macmillan, 1913, 309pp - a complete scanned edition of the most recent general treatment of Greek divination (at Google Books)
- "Divination". الموسوعة الكاثوليكية. نيويورك: شركة روبرت أبيلتون. 1913.